# Christoph Heinrich von Arnim
Christoph Heinrich von Arnim (* 20. Juni 1699 in Gröba bei Riesa; † 12. November 1767 ebenda) war ein sächsischer Landtagsabgeordneter, schriftsässiger Rittergutsbesitzer und Kammerherr.

## Leben und Karriere
Er entstammt dem Adelsgeschlecht von Arnim und war der zweite Sohn von Johann Georg von Arnim (1656–1721). Sein Vater und dessen beiden Brüder hatte am 21. März 1689 mit dem Kurfürsten Johann Georg III. ihr  bisheriges Rittergut Pretzsch  wegen der besseren Jagdbedingungen mit Schloss Planitz und zwei weiteren Kammergütern getauscht. Das bei Zwickau gelegene Rittergut Planitz umfasste auch Ober- und Unterreinsdorf, Cainsdorf, Wilkau mit dem dortigen Hammerwerk und der Mühle. Nach dem Tod des Vaters wurde Christoph Heinrich von Arnim im Jahre 1721 Guts- und Gerichtsherr auf Planitz. Am Dresdner Hof trat er als königlich-polnischer und kurfürstlich-sächsischer Kammerherr in den Dienst der Wettiner. Er hielt sich hauptsächlich auf Schloss Gröba auf.
Als Vertreter der Allgemeinen Ritterschaft nahm er im Kurfürstentum Sachsen am Landtag 1722 in Dresden teil. In den folgenden Jahren nahm er im Allgemeinen Ausschuss an allen sächsischen Landtagen der folgenden Jahre 1728, 1731, 1734, 1737 und 1742 teil. 1746 und 1749 wechselte er als Abgeordneter in den Engeren Ausschuss des sächsischen Landtages. Nach Ausbruch des Siebenjährigen Krieges erlitten seine Besitzungen starke Verluste durch Durchzüge und militärische Einquartierungen.
Er war zweimal verheiratet. Aus seiner zweiten Ehe ging der Sohn Hans Christoph von Arnim (1736–1772) hervor.